# Prezidentské volby v Polsku 2010

Vítězové prvního kola podle obvodů

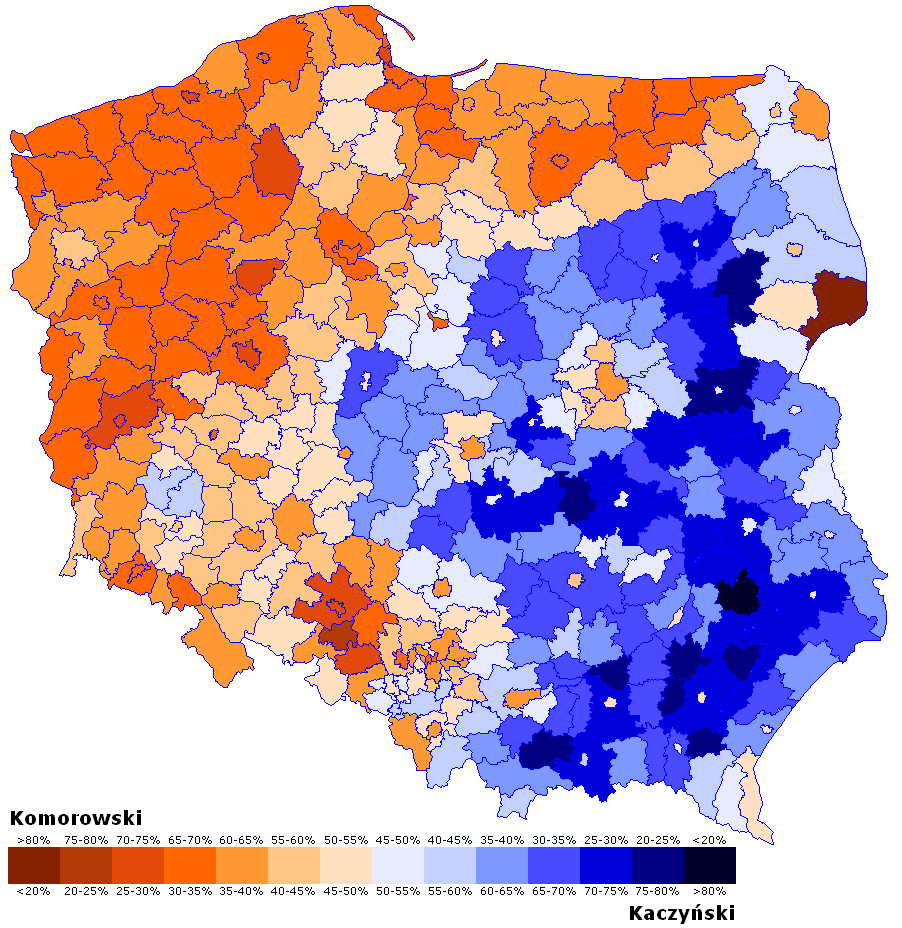
Vítězové prvního kola podle obvodů

V polských prezidentských volbách byl 4. července 2010 zvolen Bronisław Komorowski, dosavadní maršálek Sejmu, někdejší ministr obrany a kandidát vládnoucí Občanské platformy. V prvním kole se 20. června o funkci prezidenta ucházelo 10 kandidátů, z nichž nejvíce hlasů získal Bronisław Komorowski (41,54 %), někdejší premiér Jarosław Kaczyński za opoziční stranu Právo a spravedlnost (34,64 %) a Grzegorz Napieralski (13,68 %) ze Svazu demokratické levice. První dva kandidáti se 4. července utkali ve druhém kole. Bronisław Komorowski získal 53,01 % a Jarosław Kaczyński 46,99 % hlasů. Volební účast byla 54,94 % v prvním kole a 55,31 % ve druhém kole. Od roku 1990 to byly páté prezidentské volby.
Volby se konaly předčasně z důvodu úmrtí prezidenta Lecha Kaczyńského ze strany Právo a spravedlnost při letecké havárii u Smolenska 10. dubna 2010. U toho se předpokládalo, že bude v řádných volbách na podzim svou funkci obhajovat. Jeho první funkční období končilo 23. prosince 2010 a řádné volby měly proběhnout mezi 19. září a 3. říjnem. Ve stejném letadle navíc zahynul i Jerzy Szmajdziński, plánovaný kandidát Svazu demokratické levice. Hlavními favority voleb tak byl Bronisław Komorowski, který byl v mezičase z role předsedy Sejmu úřadujícím prezidentem, a Jarosław Kacyński, bratr zemřelého prezidenta a bývalý polský premiér.

## Výsledky voleb
| Kandidát             | Strana                                                                   | První kolo | První kolo | Druhé kolo | Druhé kolo |
| Kandidát             | Strana                                                                   | Hlasy      | %          | Hlasy      | %          |
| Bronisław Komorowski | Občanská platforma (Platforma Obywatelska)                               | 6 981 319  | 41,54      | 8 933 887  | 53,01      |
| Jarosław Kaczyński   | Právo a spravedlnost (Prawo i Sprawiedliwość)                            | 6 128 255  | 36,46      | 7 919 134  | 46,99      |
| Grzegorz Napieralski | Svaz demokratické levice (Sojusz Lewicy Demokratycznej)                  | 2 299 870  | 13,68      |            |            |
| Janusz Korwin-Mikke  | Svoboda a právní stát (Wolność i Praworządność)                          | 416 898    | 2,48       |            |            |
| Waldemar Pawlak      | Polská lidová strana (Polskie Stronnistwo Ludowe)                        | 294 273    | 1,75       |            |            |
| Andrzej Olechowski   | Nezávislí                                                                | 242 439    | 1,44       |            |            |
| Andrzej Lepper       | Sebeobrana Polské republiky (Samoobrona Rzeczypospolitej Polskiej)       | 214 657    | 1,28       |            |            |
| Marek Jurek          | Pravice republiky (Prawica Rzeczypospolitej)                             | 177 315    | 1,06       |            |            |
| Bogusław Ziętek      | Svobodný odborový svaz "Srpen 80" (Wolny Związek Zawodowy "Sierpień 80") | 29 548     | 0,18       |            |            |
| Kornel Morawiecki    | jménem Bojující Solidarity (Solidarność Walcząca)                        | 21 596     | 0,13       |            |            |
| Celkem               | Celkem                                                                   | 16 806 170 | 100,00     | 16 853 021 | 100,00     |
| Platné hlasy         | Platné hlasy                                                             | 16 806 170 | 99,30      | 16 853 021 | 98,84      |
| Neplatné hlasy       | Neplatné hlasy                                                           | 117 662    | 0,70       | 197 396    | 1,16       |
| Odevzdané hlasy      | Odevzdané hlasy                                                          | 16 923 832 | 100,00     | 17 050 417 | 100,00     |
| Účast voličů         | Účast voličů                                                             | 54,94%     |            | 55,31%     |            |
| Zdroje: ,            |                                                                          |            |            |            |            |